# 世界記憶大師
世界记忆大师（或稱國際記憶大師），是1995年開始，在英國倫敦所成立世界記憶運動委員所榮譽頒發的頭銜，是對於全世界以及所有國家中，記憶能力極強的人士的一種國際官方認可，其中的條件是，獲封人士必須能夠達到世界級的指定基本標準。該國際指標三項指定基準如下：
- 於一小時內記下1,000個隨機數字
- 於一小時內記下10副撲克牌
- 於兩分鐘內記下一副撲克牌

該三項基準無須於同一個世界記憶錦標賽或單一記憶比賽中同時達到，但必須於有由世界記憶運動委員會認可及仲裁的比賽中完成，而名銜的頒發亦只會在世界記憶錦標賽中進行。。
直至2013年1月，全世界的世界記憶大師人數達131人，當中中國佔70名、德國佔13名、英國佔11名、印尼佔5名、奧地利佔4名、蒙古佔2名、馬來西亞佔6名、瑞典佔3名、美國佔3名、香港佔3名、印度佔2名、挪威佔1名、丹麥佔1名、菲律賓佔2名、南非佔2名、蘇格蘭佔１名、捷克佔1名、愛爾蘭佔1名。第1屆台灣記憶大賽於2015年舉行，方參加國際公開賽，2017年12月3日誕生第一位世界記憶大師何俊霖。

## 資料來源
1. ↑  .   [2012-01-14]. （原始内容存档于2014-02-02）.
2. ↑  .   [2012-01-14]. （原始内容存档于2015-03-18）.
3. 1 2  .   [2013-08-02]. （原始内容存档于2016-12-11）.